# Альфіо Фонтана
Альфіо Фонтана (італ. Alfio Fontana, 7 листопада 1932, Традате — 4 лютого 2005, Мілан) — італійський футболіст, що грав на позиції захисника, зокрема за «Мілан», «Рому», а також національну збірну Італії.

## Клубна кар'єра
Народився 7 листопада 1932 року в місті Традате. Вихованець футбольної школи клубу «Мілан». Дорослу футбольну кар'єру розпочав 1952 року в основній команді того ж клубу, у складі якої, утім, протягом наступних трьох сезонів взяв участь лише у 15 матчах чемпіонату, 13 з яких прийшлися на сезон 1954/55, в якому «россонері» стали чемпіонами Італії.
Протягом 1955—1956 років отримував постійну ігрову практику, граючи на умовах оренди за «Трієстину».
Повернувшись до «Мілана» 1956 року, на наступні чотири роки став основним гравцем лінії захисту рідного клубу. Ще двічі, в сезонах 1956/57 і 1958/59, ставав у його складі чемпіоном Італії.
1960 рокуперейшов до столичної «Роми», у складі якої провів наступні чотири роки своєї кар'єри гравця також в статусі основного захисника. 1964 року додав до переліку своїх трофеїв титул володаря Кубка Італії.
Протягом сезону 1964/65 захищав кольори «Сампдорії», а завершував ігрову кар'єру в команді «Казале», за яку виступав протягом 1965—1968 років.

## Виступи за збірну
1957 року дебютував в офіційних матчах у складі національної збірної Італії. Згодом ще два матчі за національну команду провів у 1960 році.
Помер 4 лютого 2005 року на 73-му році життя в Мілані.
| Дата      | Місто     | Господарі  | Результат | Гості     | Турнір                             | Голи | Примітки |
| --------- | --------- | ---------- | --------- | --------- | ---------------------------------- | ---- | -------- |
| 26-5-1957 | Лісабон   | Португалія | 3 – 0     | Італія    | Відбір до ЧС 1958                  | -    |          |
| 6-1-1960  | Неаполь   | Італія     | 3 – 0     | Швейцарія | Кубок Центральної Європи 1955—1960 | -    |          |
| 13-3-1960 | Барселона | Іспанія    | 3 – 1     | Італія    | товариський матч                   | -    |          |
| Усього    |           | Матчів     | 3         |           | Голів                              | 0    |          |

## Титули і досягнення
- Володар Кубка Італії (1):

«Рома»: 1963-1964
- Чемпіон Італії (3):

«Мілан»: 1954-1955, 1956-1957, 1958-1959
- Володар Кубка ярмарків (1):

«Рома»: 1960-1961